# 王府井駅
王府井駅（おうふせい-えき、簡体字: 王府井站）は中華人民共和国北京市東城区にある、北京地下鉄1号線と8号線の駅。

## 歴史
- 1999年9月28日 - 当時復八線（後の1号線の一部）として開業。
- 2000年6月28日 - 西単駅 - 天安門西駅間開通で、1号線の駅となる。
- 2017年7月23日 - 可動式ホーム柵の併用開始。
- 2021年12月31日 - 8号線が延伸開業。

## 駅構造
東西に伸びる東長安街の地下に位置する地下駅。地下2階が改札階、地下3階がホーム階となっている。駅全体は黄色を基調としており、“欣欣向荣”のテーマがある。
プラットホームは島式ホーム1面2線を有し、可動式ホーム柵が設けられている。

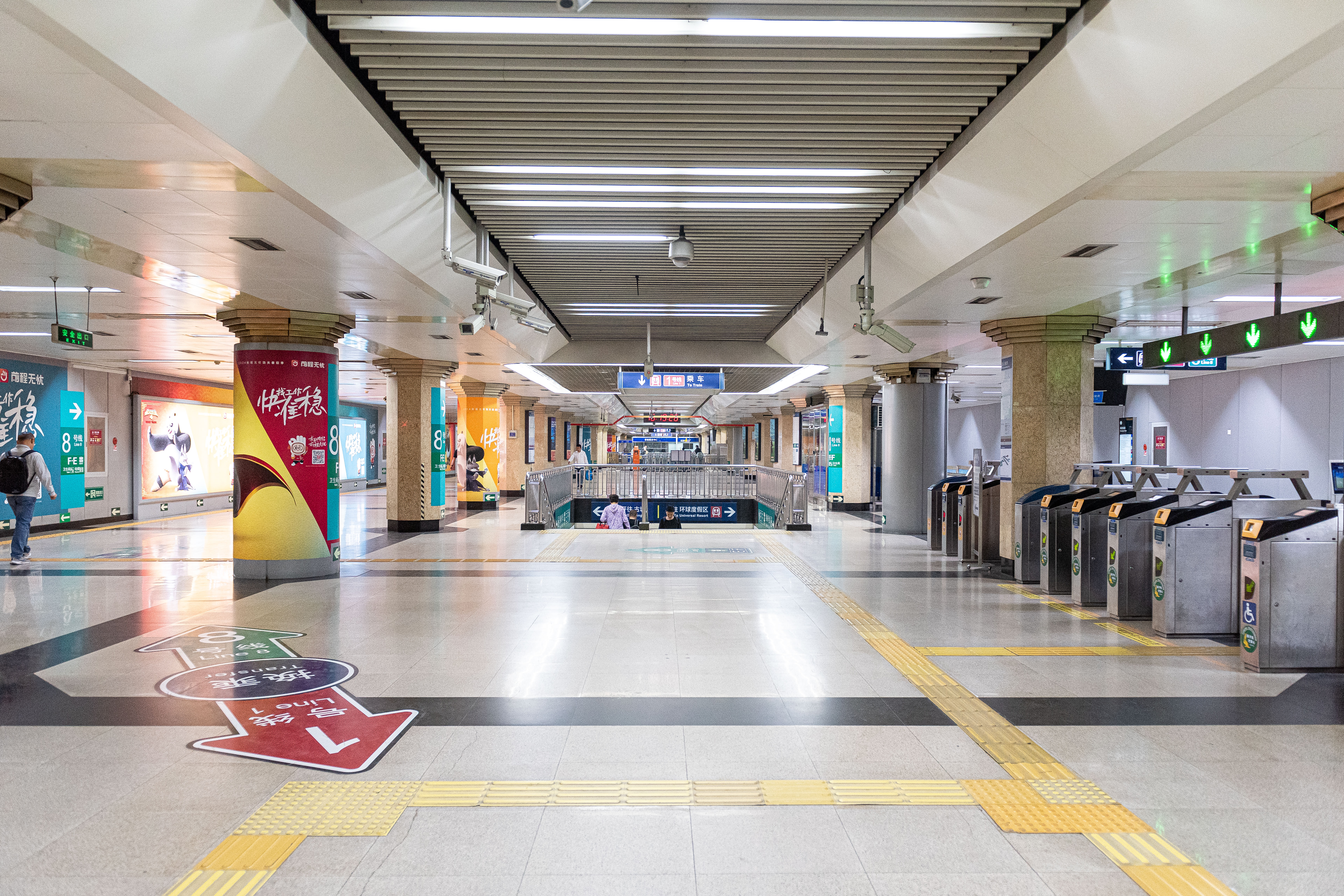
1号線改札階コンコース
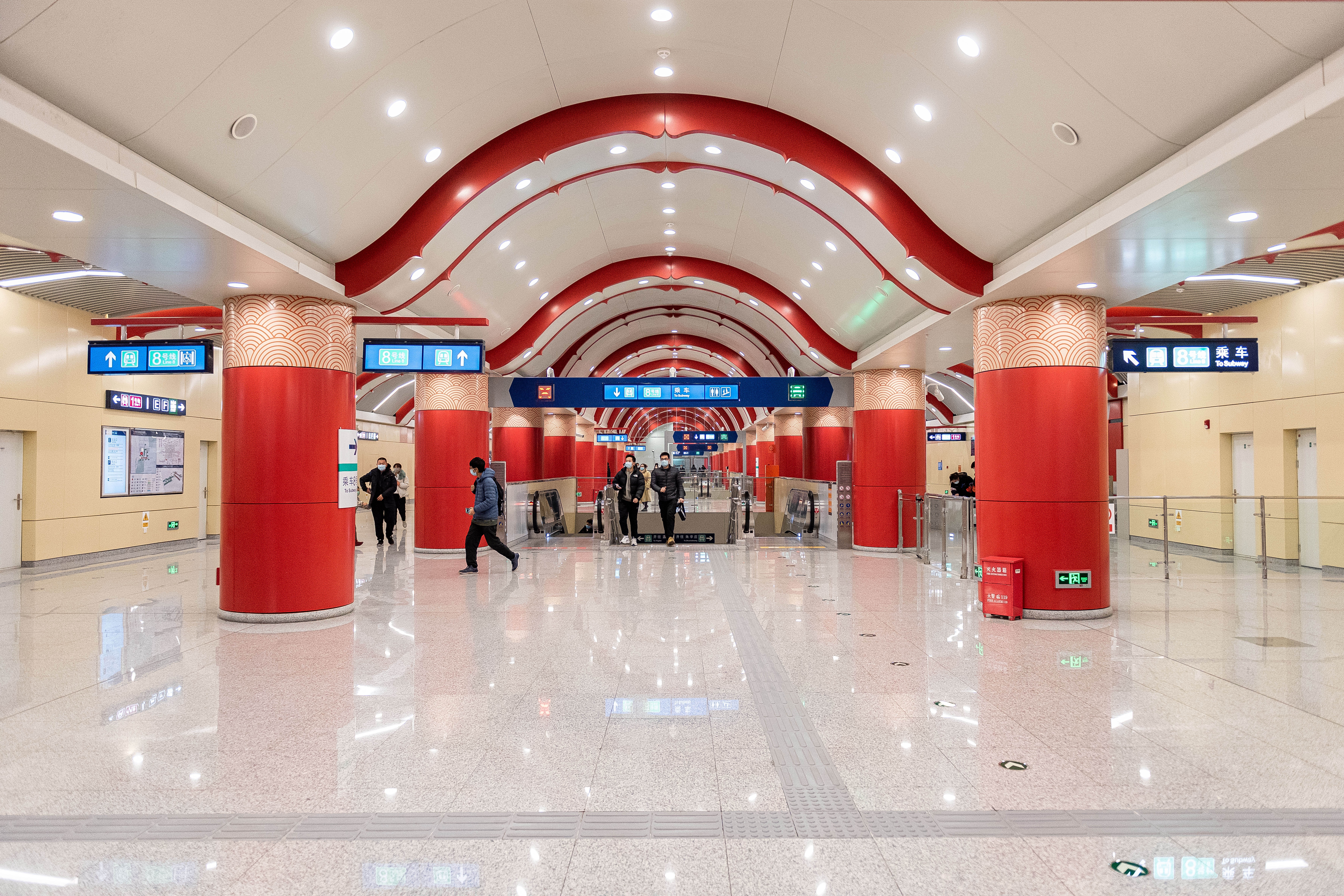
8号線改札階コンコース
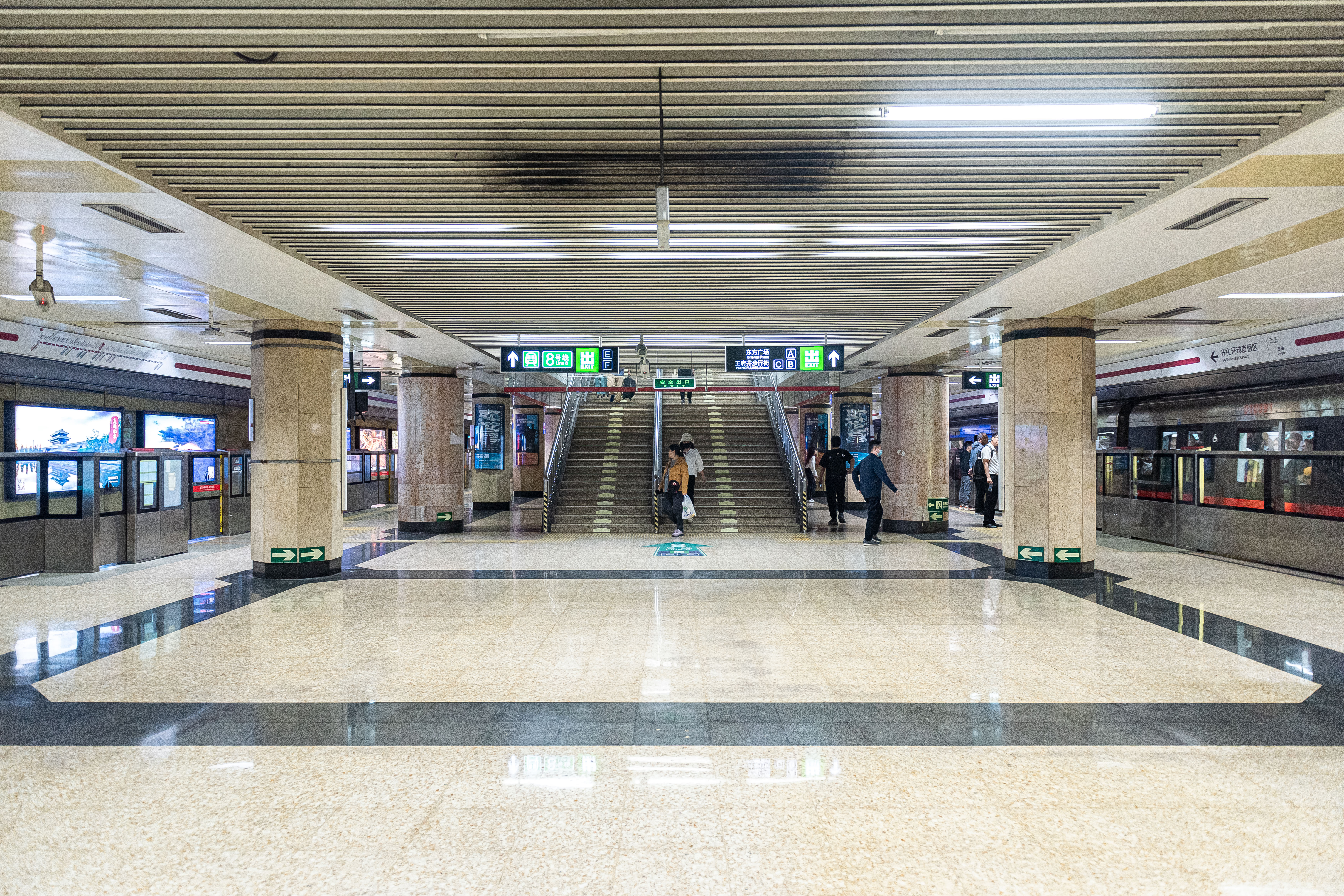
1号線ホーム
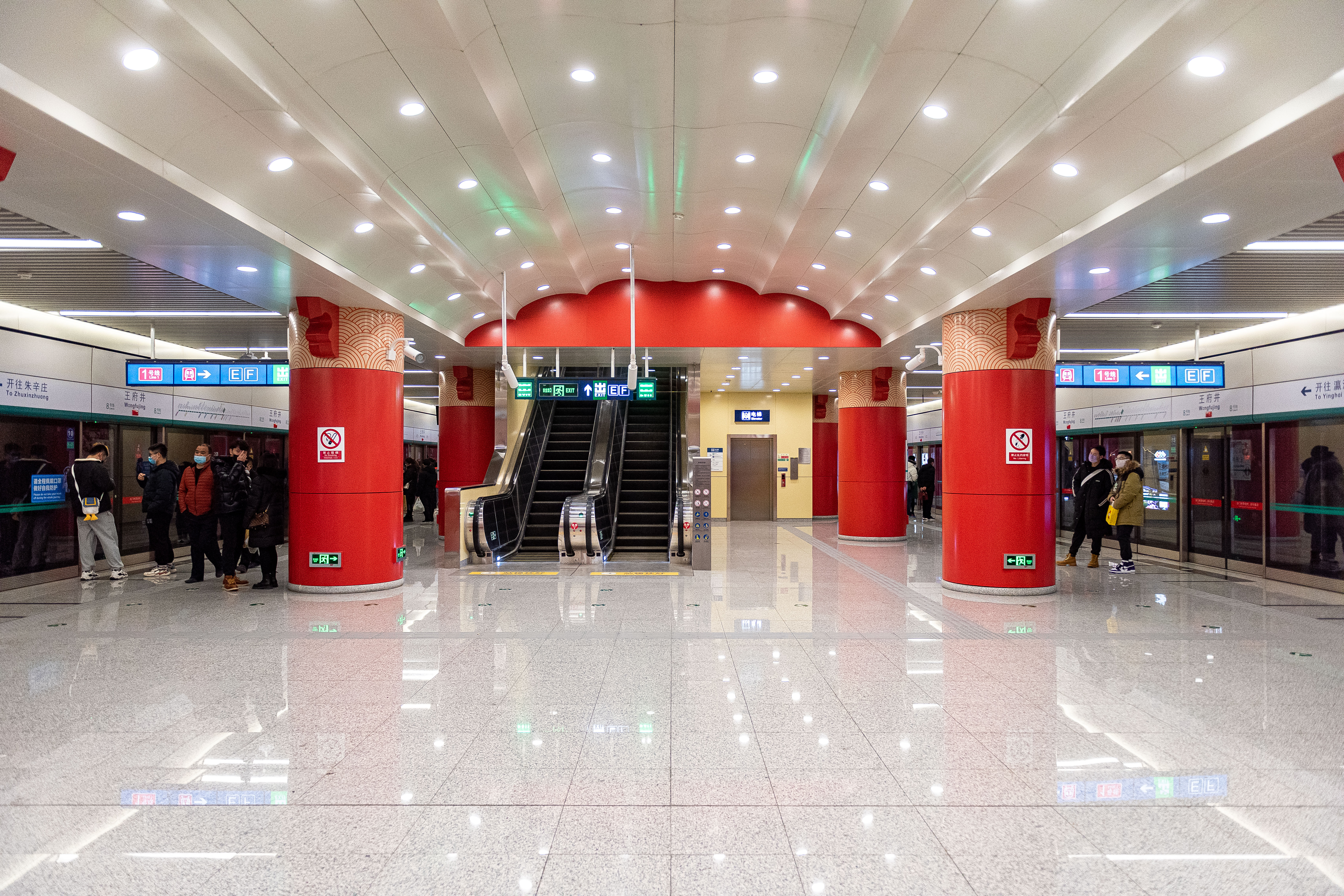
8号線ホーム

### のりば
案内上ののりば番号は設定されていない。
| 1号線ホーム (B3F) | 1号線ホーム (B3F) | 1号線ホーム (B3F)                      |
| ----------------- | ----------------- | -------------------------------------- |
| 西方向            | 1号線             | 西単・復興門・公主墳・苹果園方面       |
| 東方向            | 1号線             | 建国門・国貿・四恵東・環球度假区方面   |
| 8号線ホーム (B5F) |                   |                                        |
| 北方向            | 8号線             | 南鑼鼓巷・オリンピック公園・朱辛荘方面 |
| 南方向            | 8号線             | 前門・珠市口・永定門外・瀛海方面       |

## 利用状況
2016年の国慶節の時期には16.85万人の利用客があった。

## 駅周辺
- 中華人民共和国国家安全部
- 北京市人民政府（中国語版）
- 中国共産党北京市委員会
- 東来順飯荘
- 中国照相館（中国語版）
- 北京飯店
- 北京貴賓樓飯店（中国語版）
- 王府井古人類文化遺址博物館（中国語版）
- 東方広場（中国語版）
- 工美大厦（中国語版）
- 中華人民共和国商務部
- 中国人民対外友好協会（中国語版）

## 隣の駅
北京地下鉄
 1号線
天安門東駅 - 王府井駅 - 東単駅
 8号線
金魚胡同駅 - 王府井駅 - 前門駅